# Jambée
Die Jambée ist ein kleiner Fluss in Frankreich, der im Département Orne in der Region Normandie verläuft. Sie entspringt im nordwestlichen Gemeindegebiet von Longny les Villages, entwässert generell in einem Bogen von Südost nach Südwest durch den Regionalen Naturpark Perche und mündet nach rund 18 Kilometern an der Gemeindegrenze von Longny les Villages und Cour-Maugis sur Huisne als linker Nebenfluss in die Commeauche.

## Orte am Fluss
(Reihenfolge in Fließrichtung)
- Les Lombards, Gemeinde Longny les Villages
- La Veronnière, Gemeinde Longny les Villages
- Longny-au-Perche, Gemeinde Longny les Villages
- Le Cufret, Gemeinde Bizou
- Monceaux-au-Perche, Gemeinde Longny les Villages

## Sehenswürdigkeiten
- Manoir de Pontgirard, Herrenhaus aus dem 17. Jahrhundert, am Fluss, bei Monceaux-au-Perche - Monument historique[4]